# Chelsea F.C. w sezonie 2007/2008
Chelsea F.C. 2007/2008 – zestawienie wyników i strzelców bramek dla klubu, a także statystyki z sezonu 2007/2008.

## Rozgrywki
| Rozgrywki               | Start        | Końcowa pozycja/runda |
| ----------------------- | ------------ | --------------------- |
| Premier League          | -            | ?                     |
| Puchar Anglii           | 3 runda      | ?                     |
| Puchar Ligi Angielskiej | 3 runda      | ?                     |
| Liga Mistrzów           | Faza grupowa | ?                     |
| Superpuchar Europy      | Finalista    | ?                     |

## Zawodnicy
Stan na koniec sezonu 2007/2008.

## Premier League

### Tabela
| Poz. | Klub              | M  | Pkt. | Mecze | Mecze | Mecze | Bramki | Bramki |
| Poz. | Klub              | M  | Pkt. | zw.   | rem.  | por.  | zdob.  | str.   |
| ---- | ----------------- | -- | ---- | ----- | ----- | ----- | ------ | ------ |
| 1    | Manchester United | 38 | 87   | 27    | 6     | 5     | 80     | 22     |
| 2    | Chelsea           | 38 | 85   | 25    | 10    | 3     | 65     | 26     |
| 3    | Arsenal           | 38 | 83   | 24    | 11    | 3     | 74     | 31     |
| 4    | Liverpool         | 38 | 76   | 21    | 13    | 4     | 67     | 28     |
| 5    | Everton           | 38 | 65   | 19    | 8     | 11    | 55     | 33     |

| Legenda:          |
| Liga Mistrzów     |
| El. Ligi Mistrzów |
| Puchar UEFA       |

### Wyniki
| 12 sierpnia 2007 14:30 CET | Chelsea · Pizarro 17' · Malouda 30' · Essien 49' | 3 – 2 | Birmingham City · Forssell 14' · Kapo 34' | Stamford Bridge, Londyn Widzów: 41 590 Sędzia: Steve Bennett |
|                            |                                                  |       |                                           |                                                              |

| 15 sierpnia 2007 21:00 CET | Reading · Bikey 30' | 1 – 2 | Chelsea · Lampard 47' · Drogba 50' | Madejski Stadium, Reading Widzów: 24 031 Sędzia: Mike Dean |
|                            |                     |       |                                    |                                                            |

| 19 sierpnia 2007 17:00 CET | Liverpool · Torres 15' | 1 – 1 | Chelsea · Lampard 62' (k) | Anfield Road, Liverpool Widzów: 43 924 Sędzia: Robert Styles |
|                            |                        |       |                           |                                                              |

| 25 sierpnia 2007 16:00 CET | Chelsea · Lampard 30' | 1 – 0 | Portsmouth | Stamford Bridge, Londyn Widzów: 41 501 Sędzia: Alan Wiley |
|                            |                       |       |            |                                                           |

| 2 września 2007 17:00 CET | Aston Villa · Knight 47' · Agbonlahor 88' | 2 – 0 | Chelsea | Villa Park, Birmingham Widzów: 31 714 Sędzia: Mark Clattenburg |
|                           |                                           |       |         |                                                                |

| 15 września 2007 18:15 CET | Chelsea | 0 – 0 | Blackburn Rovers | Stamford Bridge, Londyn Widzów: 41 062 Sędzia: Howard Webb |
|                            |         |       |                  |                                                            |

| 23 września 2007 17:00 CET | Manchester United · Tévez 45+2' · Saha 88' (k) | 2 – 0 | Chelsea · Mikel 32' | Old Trafford, Manchester Widzów: 75 663 Sędzia: Mike Dean |
|                            |                                                |       |                     |                                                           |

| 29 września 2007 16:00 CET | Chelsea · Drogba 34', 73' | 0 – 0 | Fulham | Stamford Bridge, Londyn Widzów: 41 837 Sędzia: Martin Atkinson |
|                            |                           |       |        |                                                                |

| 7 października 2007 16:00 CET | Bolton Wanderers | 0 – 1 | Chelsea · Kalou 40' | Reebok Stadium, Bolton Widzów: 20 059 Sędzia: Alan Wiley |
|                               |                  |       |                     |                                                          |

| 20 października 2007 16:00 CET | Middlesbrough | 0 – 2 | Chelsea · Drogba 8' · Alex 52' | Riverside Stadium, Middlesbrough Widzów: 27 669 Sędzia: Mark Halsey |
|                                |               |       |                                |                                                                     |

| 27 października 2007 16:00 CET | Chelsea · Essien 17' · Drogba 30' 55' · J. Cole 60' · Kalou 75' · Szewczenko 90' | 6 – 0 | Manchester City | Stamford Bridge, Londyn Widzów: 41 832 Sędzia: Mike Riley |
|                                |                                                                                  |       |                 |                                                           |

| 3 listopada 2007 16:00 CET | Wigan Athletic | 0 – 2 | Chelsea · Lampard 10' · Belletti 17' | JJB Stadium, Wigan Widzów: 19 011 Sędzia: Steve Bennett |
|                            |                |       |                                      |                                                         |

| 11 listopada 2007 15:00 CET | Chelsea · Drogba 70' | 1 – 1 | Everton · Cahill 88' | Stamford Bridge, Londyn Widzów: 41 683 Sędzia: Alan Wiley |
|                             |                      |       |                      |                                                           |

| 24 listopada 2007 18:15 CET | Derby County | 0 – 2 | Chelsea · Kalou 16' · Wright-Phillips 72' · Essien 90+2' | Pride Park Stadium, Derby Widzów: 32 789 Sędzia: Andre Marriner |
|                             |              |       |                                                          |                                                                 |

| 1 grudnia 2007 13:45 CET | Chelsea · J. Cole 76' | 1 – 0 | West Ham United | Stamford Bridge, Londyn Widzów: 41 830 Sędzia: Howard Webb |
|                          |                       |       |                 |                                                            |

| 8 grudnia 2007 16:00 CET | Chelsea · Szewczenko 22' · Lampard 74' (k) | 2 – 0 | Sunderland | Stamford Bridge, Londyn Widzów: 41 707 Sędzia: Peter Walton |
|                          |                                            |       |            |                                                             |

| 16 grudnia 2007 17:00 CET | Arsenal · Gallas 45+2' | 1 – 0 | Chelsea | Emirates Stadium, Londyn Widzów: 60 139 Sędzia: Alan Wiley |
|                           |                        |       |         |                                                            |

| 23 grudnia 2007 17:00 CET | Blackburn Rovers | 0 – 1 | Chelsea · J. Cole 21' | Ewood Park, Blackburn Widzów: 23 966 Sędzia: Steve Bennett |
|                           |                  |       |                       |                                                            |

| 26 grudnia 2007 14:00 CET | Chelsea · Szewczenko 45+4' (k) 49' · Alex 65' · Carvalho 78' · Ballack 87' · A. Cole 90+1' | 4 – 4 | Aston Villa · Maloney 13' 43' · Knight 45+2' · Laursen 71' · Barry 90+2' (k) | Stamford Bridge, Londyn Widzów: 41 686 Sędzia: Phil Dowd |
|                           |                                                                                            |       |                                                                              |                                                          |

| 29 grudnia 2007 16:00 CET | Chelsea · Essien 28' · Kalou 87' | 2 – 1 | Newcastle United · Butt 55' | Stamford Bridge, Londyn Widzów: 41 751 Sędzia: Mike Riley |
|                           |                                  |       |                             |                                                           |

| 1 stycznia 2008 13:30 CET | Fulham · Murphy 10' (k) | 1 – 2 | Chelsea · Kalou 54' · Ballack 62' | Craven Cottage, Londyn Widzów: 25 357 Sędzia: Mark Halsey |
|                           |                         |       |                                   |                                                           |

| 12 stycznia 2008 16:00 CET | Chelsea · Belletti 19' · Wright-Phillips 85' | 2 – 0 | Tottenham Hotspur | Stamford Bridge, Londyn Widzów: 41 777 Sędzia: Alan Wiley |
|                            |                                              |       |                   |                                                           |

| 19 stycznia 2008 16:00 CET | Birmingham City | 0 – 1 | Chelsea · Pizarro 78' | St Andrew’s Stadium, Birmingham Widzów: 26 567 Sędzia: Robert Styles |
|                            |                 |       |                       |                                                                      |

| 30 stycznia 2008 20:45 CET | Chelsea · Ballack 31' | 1 – 0 | Reading | Stamford Bridge, Londyn Widzów: 41 171 Sędzia: Mike Dean |
|                            |                       |       |         |                                                          |

| 2 lutego 2008 16:00 CET | Portsmouth · Defoe 62' | 1 – 1 | Chelsea · Anelka 54' | Fratton Park, Portsmouth Widzów: 20 488 Sędzia: Howard Webb |
|                         |                        |       |                      |                                                             |

| 10 lutego 2008 17:00 CET | Chelsea | 0 – 0 | Liverpool | Stamford Bridge, Londyn Widzów: 41 788 Sędzia: Mike Riley |
|                          |         |       |           |                                                           |

| 1 marca 2008 16:00 CET | West Ham United | 0 – 4 | Chelsea · Lampard 16' (k) · J. Cole 19' · Ballack 21' · Lampard 34' · A. Cole 63' | Upton Park, Londyn Widzów: 34 969 Sędzia: Peter Walton |
|                        |                 |       |                                                                                   |                                                        |

| 12 marca 2008 21:00 CET | Chelsea · Lampard 27' (k) 56' 65' 71' · Kalou 42' · J.Cole 63' | 6 – 1 | Derby County · Jones 72' | Stamford Bridge, Londyn Widzów: 39 447 Sędzia: Chris Foy |
|                         |                                                                |       |                          |                                                          |

| 15 marca 2008 16:00 CET | Sunderland | 0 – 1 | Chelsea · Terry 9' | Stadium of Light, Sunderland Widzów: 44 679 Sędzia: Mike Dean |
|                         |            |       |                    |                                                               |

| 18 marca 2008 21:00 CET | Tottenham · Woodgate 12' · Berbatov 60' · Huddlestone 74' · Keane 87' | 4 – 4 | Chelsea · Drogba 2' · Michael Essien 19' · J.Cole 51' 79' | White Hart Lane, Sunderland Widzów: 36 178 Sędzia: Mike Riley |
|                         |                                                                       |       |                                                           |                                                               |

| 23 marca 2008 17:00 CET | Chelsea · Drogba 73' 81' | 2 – 1 | Arsenal · Sagna 59' | Stamford Bridge, Londyn Widzów: 41 824 Sędzia: Mark Clattenburg |
|                         |                          |       |                     |                                                                 |

| 30 marca 2008 17:00 CET | Chelsea · Carvalho 4' | 1 – 0 | Middlesbrough | Stamford Bridge, Londyn Widzów: 39 992 Sędzia: Phil Dowd |
|                         |                       |       |               |                                                          |

| 5 kwietnia 2008 16:00 CET | Manchester City | 0 – 2 | Chelsea · Dunne 5' (s) · Kalou 54' | City of Manchester Stadium, Manchester Widzów: 42 594 Sędzia: Chris Foy |
|                           |                 |       |                                    |                                                                         |

| 14 kwietnia 2008 21:00 CET | Chelsea · Essien 54' | 1 – 1 | Wigan Athletic · Heskey 90+1' | Stamford Bridge, Londyn Widzów: 40 487 Sędzia: Andre Marriner |
|                            |                      |       |                               |                                                               |

| 17 kwietnia 2008 21:00 CET | Everton | 0 – 1 | Chelsea · Essien 40' | Goodison Park, Liverpool Widzów: 37 411 Sędzia: Martin Atkinson |
|                            |         |       |                      |                                                                 |

| 26 kwietnia 2008 13:45 CET | Chelsea · Ballack 45' 86' (k) | 2 – 1 | Manchester United · Rooney 57' | Stamford Bridge, Londyn Widzów: 41 828 Sędzia: Alan Wiley |
|                            |                               |       |                                |                                                           |

| 5 maja 2008 17:00 CET | Newcastle United | 0 – 2 | Chelsea · Ballack 61' · Malouda 82' | St James’ Park, Newcastle upon Tyne Widzów: 52 305 Sędzia: Steve Bennett |
|                       |                  |       |                                     |                                                                          |

| 11 maja 2008 16:00 CET | Chelsea · Szewczenko 61' | 1 – 1 | Bolton Wanderers · Taylor 90+2' | Stamford Bridge, Londyn Widzów: 41 755 Sędzia: Chris Foy |
|                        |                          |       |                                 |                                                          |

## Puchar Anglii

### 3 Runda
| 5 stycznia 2008 16:00 CET | Chelsea · Pizarro 29' | 1 – 0 | Queens Park Rangers F.C. | Stamford Bridge, Londyn Widzów: 41 289 Sędzia: Mike Dean |
|                           |                       |       |                          |                                                          |

### 4 Runda
| 27 stycznia 2008 18:15 CET | Wigan Athletic · Sibierski 87' | 1 – 2 | Chelsea · Anelka 55' · Wright-Phillips 82' | JJB Stadium, Wigan Widzów: 14 116 Sędzia: Uriah Rennie |
|                            |                                |       |                                            |                                                        |

### 5 Runda
| 16 lutego 2008 16:00 CET | Chelsea · Lampard 18' 60' · Kalou 70' | 3 – 1 | Huddersfield Town F.C. · Collins 45' | Stamford Bridge, Londyn Sędzia: Mark Clattenburg |
|                          |                                       |       |                                      |                                                  |

### Ćwierćfinał
| 8 marca 2008 18:30 CET | Barnsley F.C. · Odejayi 66' | 1 – 0 | Chelsea | Oakwell, Barnsley Widzów: 22 410 Sędzia: Steve Bennett |
|                        |                             |       |         |                                                        |

## Puchar Ligi Angielskiej

### 3 Runda
| 26 września 2007 20:45 CET | Hull City A.F.C. | 0 – 4 | Chelsea · Sinclair 36' · Kalou 47' 80' · Sidwell 51' | KC Stadium, Kingston upon Hull Widzów: 23 543 Sędzia: Chris Foy |
|                            |                  |       |                                                      |                                                                 |

### 4 Runda
| 31 października 2007 20:45 CET | Chelsea · Lampard 20' 28' 90+2' · Szewczenko 85' | 4 – 3 | Leicester City · McAuley 6' · Campbell 67' · Cort 73' | Stamford Bridge, Londyn Widzów: 40 037 Sędzia: Phil Dowd |
|                                |                                                  |       |                                                       |                                                          |

### Ćwierćfinał
| 19 grudnia 2007 20:45 CET | Chelsea · Lampard 58' · Szewczenko 89' | 4 – 3 | Liverpool · Crouch 59' | Stamford Bridge, Londyn Widzów: 41 366 Sędzia: Martin Atkinson |
|                           |                                        |       |                        |                                                                |

### Półfinał
| 8 stycznia 2008 20:45 CET | Chelsea · Wright-Phillips 27' · Mikel 56' · Lescott 90' (s) | 2 – 1 | Everton · Yakubu 64' | Stamford Bridge, Londyn Widzów: 41 178 Sędzia: Peter Walton |
|                           |                                                             |       |                      |                                                             |

| 23 stycznia 2008 20:45 CET | Everton | 0 – 1 | Chelsea · J.Cole 69' | Goodison Park, Liverpool Widzów: 37 086 Sędzia: Steve Bennett |
|                            |         |       |                      |                                                               |

### Finał
| 24 lutego 2008 16:00 CET | Tottenham Hotspur · Berbatow 68' · Woodgate 93' | 2 – 1 | Chelsea · Drogba 37' | Wembley, Londyn Widzów: 87 660 Sędzia: Mark Halsey |
|                          |                                                 |       |                      |                                                    |

## Liga Mistrzów

### Faza grupowa
| Poz | Zespół        | Ptk | M | Z | R | P | BZ | BS | RB |
| --- | ------------- | --- | - | - | - | - | -- | -- | -- |
| 1   | Chelsea F.C.  | 12  | 6 | 3 | 3 | 0 | 9  | 2  | +7 |
| 2   | FC Schalke 04 | 8   | 6 | 2 | 2 | 2 | 5  | 4  | +1 |
| 3   | Rosenborg BK  | 7   | 6 | 2 | 1 | 3 | 6  | 10 | -4 |
| 4   | Valencia CF   | 5   | 6 | 1 | 2 | 3 | 2  | 6  | -4 |

| 18 września 2007 20:45 CET | Chelsea F.C. · Szewczenko 53' | 1 – 1 | Rosenborg BK · Koppinen 24' | Stamford Bridge, Londyn Widzów: 24 973 Sędzia: Laurent Duhamel |
|                            |                               |       |                             |                                                                |

| 3 października 2007 20:45 CET | Valencia CF · Villa 9' | 1 – 2 | Chelsea F.C. · J.Cole 21' · Drogba 71' | Estadio Mestalla, Walencja Widzów: 52 000 Sędzia: Roberto Rosetti |
|                               |                        |       |                                        |                                                                   |

| 24 października 2007 20:45 CET | Chelsea F.C. · Malouda 4' · Drogba 47' | 2 – 0 | FC Schalke 04 | Stamford Bridge, Londyn Widzów: 40 910 Sędzia: Peter Fröjdfeldt |
|                                |                                        |       |               |                                                                 |

| 6 listopada 2007 20:45 CET | FC Schalke 04 | 0 – 0 | Chelsea F.C. | Veltins-Arena, Gelsenkirchen Widzów: 53 951 Sędzia: Massimo Busacca |
|                            |               |       |              |                                                                     |

| 28 listopada 2007 20:45 CET | Rosenborg BK | 0 – 4 | Chelsea F.C. · Drogba 8' 20' · Alex 40' · J. Cole 73' | Lerkendal Stadion, Trondheim Widzów: 21 582 Sędzia: Olegário Benquerença |
|                             |              |       |                                                       |                                                                          |

| 11 grudnia 2007 20:45 CET | Chelsea F.C. | 0 – 0 | Valencia CF | Stamford Bridge, Londyn Widzów: 41 439 Sędzia: Grzegorz Gilewski |
|                           |              |       |             |                                                                  |

### Faza pucharowa

#### 1/8 finału
| 19 lutego 2008 20:45 CET | Olympiakos SFP | 0 – 0 | Chelsea F.C. | Stadion Karaiskákis, Pireus Widzów: 31 302 Sędzia: Konrad Plautz |
|                          |                |       |              |                                                                  |

| 5 marca 2008 20:45 CET | Chelsea F.C. · Ballack 5' · Lampard 25' · Kalou 48' | 3 – 0 | Olympiakos SFP | Stamford Bridge, Londyn Widzów: 37 721 Sędzia: Manuel Mejuto González |
|                        |                                                     |       |                |                                                                       |

#### Ćwierćfinał
| 2 kwietnia 2008 20:45 CET | Fenerbahçe SK · Kâzım-Richards 65' · Deivid 81' | 2 – 1 | Chelsea F.C. · Deivid 13' (s) | Fenerbahçe Şükrü Saracoğlu, Stambuł Widzów: 49 055 Sędzia: Claus Bo Larsen |
|                           |                                                 |       |                               |                                                                            |

| 8 kwietnia 2008 20:45 CET | Chelsea F.C. · Ballack 4' · Lampard 87' | 2 – 0 | Fenerbahçe SK | Stamford Bridge, Londyn Widzów: 38 369 Sędzia: Herbert Fandel |
|                           |                                         |       |               |                                                               |

#### Półfinał
| 22 kwietnia 2008 20:45 CET | Liverpool F.C. · Kuijt 43' | 1 – 1 | Chelsea F.C. · Riise 90+5' (s) | Anfield Road, Liverpool Widzów: 42 180 Sędzia: Konrad Plautz |
|                            |                            |       |                                |                                                              |

| 30 kwietnia 2008 20:45 CET | Chelsea F.C. · Drogba 33', 105' · Lampard 98' (k) | 3 – 2 | Liverpool F.C. · Torres 64' · Babel 117' | Stamford Bridge, Londyn Widzów: 38 900 Sędzia: Roberto Rosetti |
|                            |                                                   |       |                                          |                                                                |

#### Finał
| 21 maja 2008 20:45 CET | Manchester United · Ronaldo 26' | 1 – 1 k. 6:5 | Chelsea F.C. · Lampard 45' · Drogba 117' | Łużniki, Moskwa Sędzia: Ľuboš Micheľ |
|                        |                                 |              |                                          |                                      |

| |       | RZUTY KARNE                                                                                            |  |  |  |
| Tévez – gol Carrick – gol C. Ronaldo – obroniony Hargreaves – gol Nani – gol Anderson – gol Giggs – gol | 6 – 5 | gol – Ballack gol – Belletti gol – Lampard gol – A. Cole słupek – Terry gol – Kalou obroniony – Anelka |  |  |  |
| |       | |  |  |  |

## Tarcza Wspólnoty
| 5 sierpnia 2007 16:00 CET | Chelsea F.C. · Malouda 44' | 1:1 k. 0:3 | Manchester United · Giggs 34' | Wembley, Londyn Widzów: 80 731 Sędzia: Mark Halsey |
|                           |                            |            |                               |                                                    |

|                                                                     |       | RZUTY KARNE                                |  |  |  |
| Pizarro – obroniony Lampard – obroniony Wright-Phillips – obroniony | 0 – 3 | gol – Ferdinand gol – Carrick gol – Rooney |  |  |  |
|                                                                     |       |                                            |  |  |  |